# フォークダンスの楽曲一覧
フォークダンスの楽曲一覧（フォークダンスのがっきょくいちらん）は、フォークダンスに用いられる楽曲の一覧である。

## ア行
- 「アイデ・ヤーノ」（Ajde Jano ：コソボ）
- 「アシュレイ・ハイシュ」（אשרי האיש ：Uri Shevach作曲、イスラエル）
- 「アダ・クヤビヤク」（Ada's Kujawiak ：ポーランド共和国）
- 「アダマ・ベシャマイム」（Adama Veshamayim ：イスラエル）
- 「アト・ヴァアニー」（את ואני ：アミー・ギルアド作曲、イスラエル）
- 「アネルス・オ・マリエ」（Anders og Marie ：デンマーク王国）
- 「あの町この町」（Oh, Dem Golden Slippers ：ジェームス・ブランド作曲、アメリカ合衆国）
- 「アマナー・ワルツ」（Amanor WaltsWalts ：ノルウェー王国）
- 「アメン」（אמן ：モシェ・ダッツ作曲、イスラエル）
- 「アリ・パシャ」（Ali Pasa ：トルコ）
- 「アルカン」（Arkan：ウクライナ国）
- 「アルネル」（Alunelul ：ルーマニア）
- 「アレキサンドラ」（ ：リトアニア共和国）
- 「アレキサンドロフスキー」（Alexandrovsky ：ロシア連邦） - 「山のロザリア」とも。
- 「イエディド・ネフェシュ」（ידיד נפש ：ユード・ツヴィーグ、サラ・ツヴィーグ作曲、イスラエル）
- 「イェバレヘハ」（Yevarechecha ：イスラエル）
- 「イシハナ・パル」（Ishkhana Par : アルメニア共和国）

- ：アルメニア共和国）「イム・ロッティム」（אם רוצים ：アリス・サン作曲、イスラエル）
- 「ヴァルス・ドゥ・ラミツィエ」（Valse de l'amitié ：カナダ）
- 「ウィヴァーズ・リール」（Weaver's Reel ：アメリカ合衆国）
- 「ウグローシュ」（Ugrós ：ハンガリー王国）
- 「ヴラシュコ」（ ：ブルガリア共和国）
- 「ウルバ・ファンカ」（：北マケドニア共和国）
- 「エイトサム・リール」（The Eightsome Reel ：スコットランド地方）
- 「エース・オブ・ダイアモンド」（ ：デンマーク王国） - 「ダイヤモンドダスト」とも。
- 「エバンヘリーナ」（Evangelina ：メキシコ合衆国）
- 「エラ・エラ」（אלה אלה ：ダニ・ショシャン作曲、イスラエル）
- 「エリザベス・カドリール」（Elizabeth Quadrille ：アメリカ合衆国）
- 「エル・アマネセル」（El Amanecer ：メキシコ合衆国）
- 「エル・エロヘイ・シュマイム」（Ενα το Χελιδόνι ：ミキス・テオドラキス作曲、ギリシャ共和国 / אל אלוהי שמים ：イスラエル）
- 「エル・ハラベ・タパティオ」（El Jarabe Tapatio ：メキシコ合衆国） - 「メキシカン・ハット・ダンス」とも。
- 「エル・ラスカペターテ」（El Rascapetate ：メキシコ合衆国）
- 「エレツ・エレツ」（ארץ ארץ ：シャイケ・パイコヴ作曲、イスラエル）
- 「エレッツ・イスラエル・ヤッファ」（ארץ ישראל יפה ：Shaike Paikov作曲、イスラエル）
- 「エレブ・バ」（ערב בא ：Aryeh Levanon作曲、イスラエル）
- 「エレヴ・シェル・ショシャニィム」（：イスラエル） - 「バラの夜」とも。
- 「オクラホマ・ミキサー」（Turkey in the Straw ：アメリカ合衆国） - 「わらのなかの七面鳥」とも。
- 「オスロー・ワルツ」（Oslo Waltz ：英国・スコットランド地方）
- 「踊ろう楽しいポーレチケ」（Polka Tramblanka ：ポーランド共和国） - タデウシュ・スィギェティンスキによる編曲でも知られる。
- 「オパス」（Opas：ブルガリア）
- 「オプ・サ・サ」（Op Sa Sa：セルビア）
- 「オルロフスカヤ」（Orlovskaya：ロシア連邦） - セルビアに住むVlah（ヴラフ）の人々踊り。

## カ行
- 「カスカード」（ ：ロシア連邦）
- 「カッコウ・ワルツ」（Cuckoo Waltz ：ヨハン・ヨナーソン作曲、アメリカ合衆国）
- 「カナディアン・バーン・ダンス」（Canadian Barn Dance：イングランド）
- 「ガボット」（Gavotte ：フランス共和国）
- 「カマリンスカヤ」（Kamarinskaya ：ロシア連邦）
- 「ガムラ」（Gamla：イスラエル）
- 「ガラオヌ・デ・ラ・ビルカ」（Galaonul De La Bârca ：ルーマニア共和国）
- 「カランフィル」（Карамфил ：ブルガリア共和国・ピリン地方）
- 「カランフィロ・モメ」（Каранфиле филфило ：マケドニア共和国）
- 「カリンカ」（Калинка ：イワン・ラリオーノフ作曲、ロシア連邦）
- 「カリンキノ」（Kalinkino：ブルガリア）
- 「ガルーン」（Garoon ：アルメニア共和国）
- 「カロチャイ・ウグローシュ」（Kalocsái Ugrós ：ハンガリー王国）
- 「ガンキノ・ホロ」（Gankino Horo：ブルガリア共和国）
- 「キサス・キサス・キサス」（Quizás, quizás, quizás ：オスバルド・ファレス作曲、キューバ共和国） - 「ルンバ・リハン」（Rhumba Rehan)とも。
- 「キシャパダ」（Kiša pada ：クロアチア共和国）
- 「キャバリート・ブランコ」（ ：ポルトガル王国、メキシコ合衆国）　-　「ファード・ブランキータ」(Fado Blanquita)とも
- 「ギュゼヴスカ・ラツェニッツァ」（Gjusevska Racenica ：ブルガリア）
- 「キンダー・ポルカ」（Kinderpolka ：ドイツ連邦共和国）
- 「クマ・アッハ」（קומה אחא ：Shalom Postolsky作曲、イスラエル）
- 「グラオフスコ・ホロ」（Graovsko Horo　：ブルガリア）
- 「クラコヴィヤック」（Krakowiak ：ポーランド共和国）
- 「クリハルマ」（Crihalma ：ルーマニア共和国）
- 「クリボ・サドブスコ・ホロ」（Krivo Sadvsko Horo：ブルガリア共和国）
- 「クルンパ・コイズ」（Klumpakojis ：リトアニア共和国）
- 「黒い瞳の少女」（Sev Acherov Aghcheek ：アルメニア共和国）
- 「ケショシャナ」（Keshoshana：イスラエル）
- 「コキチェ」（Kokice：ブルガリア共和国）
- 「51師団リール」（Reel of the 51st Highlanders ：英国・スコットランド地方）
- 「ゴデチュキー・チャチャック」（ Godecki Cacak （Godečki Čačak）：セルビア共和国）
- 「ゴニッツァ」（Gonita ：ルーマニア共和国）
- 「コハノチカ」（Коханочка ：ロシア連邦）
- 「コプチェト」（Kopceto：ブルガリア共和国）
- 「コリード」（Corrido ：メキシコ合衆国）
- 「コル・ドディ」（Kol Dodi ：イスラエル）
- 「コロブチカ」（Коробе́йники ：ロシア連邦） - 「行商人」とも。

## サ行
- 「ザ・グレナモンド・ゲームキーパー」（The Glenalmond Gamekeeper ：英国）
- 「ザ・ハッター」（The Hatter ：デンマーク王国）
- 「ザ・ローラ・タンゴ」（The Lola Tango ：英国)
- 「サパリ」（Sapari：イスラエル）
- 「サンタ・リタ」（Santa Rita ：メキシコ合衆国）
- 「シール・ハシリム」（שיר השירים ：Betzalel Aloni作曲、イスラエル）
- 「ジェンカ」（Letkiss ：ラウノ・レティネン作曲、フィンランド共和国） - 「レットキス」とも。
- 「シシリアン・マズルカ」（Sicilian Mazurka ：イタリア共和国）
- 「ジノフスコ」（Dzinovsko ：ブルガリア共和国）
- 「シャイ」（שי ：レビ・シャアル作曲、イスラエル）
- 「シャブ・エル・アドマティ」（Shav El Admati ：イスラエル）
- 「シャム・ハレイ・ゴラン」（שם הרי גולן ：ナオミ・シェメル作曲、イスラエル）
- 「10人のインディアン」（Ten Little Indians ：セプティマス・ウィナー作曲、アメリカ合衆国）
- 「シューベルト・ヴァルス」（Schubert Vals ：スウェーデン王国）
- 「シューメーカーズ・ダンス」（Shoemaker’s Dance ：デンマーク王国） - 「糸まきのうた」とも。
- 「シュール・テンポー」（Sűrű tempó ：ハンガリー共和国）
- 「シュリット・ワルツァー」（Schritt Walzer ：ドイツ連邦共和国）
- 「ショートケーキ」（Shortcake ：アメリカ合衆国）
- 「ジョジョン」（Jo Jon ：アルメニア共和国）
- 「ショタ」（Šota ：アルバニア）
- 「ショップスカ・ペトルカ」（Šopska Petorka：マケドニア）
- 「ショップスカ・ラチェニッツァ」（Šopska Racenica ：ブルガリア共和国）
- 「ジョリー・イズ・ザ・ミラー」（Jolly is the Miller ：アメリカ合衆国）
- 「シリ・リ・キネレ」（שירי לי כנרת ：ラミ・ケイダー作曲、イスラエル）
- 「シルバ」（Sârba ：ルーマニア共和国）
- 「シルンアフチーク」（Shirun Aghcheek ：アルメニア共和国） - 「スウィートガール」とも。
- 「スウェディッシュ・フィン・ミクサー」（Swedish Finn Mixer ：ノルウェー王国、スウェーデン王国、フィンランド共和国）
- 「スカンジナビアン・ポルカ」（Scandinavian Polka ：ノルウェー王国、スウェーデン王国、フィンランド共和国)
- 「スキャッター・プロムナード」（Scatter Promenade ：英国）
- 「スバトバルスカ・ラツェニッツァ」（ ：ブルガリア共和国）
- 「ズボレンカ」（ ：ブルガリア共和国）
- 「スラム・ヤコブ」（ ：イスラエル）
- 「セギディラ・セヴィラーナス」（Seguidillas Sevillanas ：スペイン）
- 「ゼメル・ラッフ」（זמר לך ：イスラエル）
- 「線路は続くよどこまでも」（I've Been Working on the Railroad ：アメリカ合衆国）
- 「ソウセツカ」（Sousedská ：チェコ共和国）
- 「ソトマリ・タンツォーク」（Szátmári Tancók ：ハンガリー王国）
- 「ソルティドッグ・ラグ」（Salty Dog Rag ：アメリカ合衆国）
- 「ゾルバ」（Ζορμπάς ：ミキス・テオドラキス作曲、ギリシャ共和国）

## タ行
- 「ダス・フェンスター」（Das Fenster ：ドイツ連邦共和国）
- 「タタロチカ」（Татарочка ：ロシア連邦）
- 「ダルダンス」（Daldans ：スウェーデン共和国）
- 「タンゴ・アイリッシュマン」（Tango Irishman ：英国）
- 「タンゴ・ポキート」（Tango Poquito ：アメリカ合衆国）
- 「チェーケシア・クフラ」（ ：ロシア連邦 / צ'רקסיה כפולה ：イスラエル）
- 「チャビドリオ」（：キューバ共和国）
- 「チロル・レントラー」（Zillertaler Ländler ：オーストリア共和国）
- 「ツァディク・カタマール」（צדיק כתמר ：Amitai Ne'eman作曲、イスラエル）
- 「ツァミコス」（：ギリシア）
- 「ツヴェタ・モマ」（Tsveta Moma ：ブルガリア共和国）
- 「デド・ミリ・デド」（Dedo mili dedo ：マケドニア共和国）
- 「ドゥ・ファルス・ゼイマン」（De Valse Zeeman ：オランダ王国）
- 「トルキスタン」（Türkistan ：トルコ）
- 「ドードレブスカ・ポルカ」（Doudlebska Polka ：チェコ共和国）
- 「トーロス・エン・サンファン」（Toros en San Juan ：メキシコ合衆国）
- 「ドスパトゥスコ・ホロ」（：ブルガリア共和国）
- 「ドブルジャンスカ・レカ」（：ブルガリア共和国）
- 「トロパンカ」（：ブルガリア共和国）
- 「ドミノ・ファイブ」（Domino Five ：英国）
- 「トロイカ」（Вот Мчится Тройка Почтовая ：ロシア連邦）

## ナ行
- 「ナブララ・イェ」（Nabrala Je ：クロアチア共和国・メジムリェ地方）
- 「ニュー・オリンズ・コントラ」（New Orleans Contra ：アメリカ合衆国）
- 「ネバー・オン・サンデー」（Ποτέ την Κυριακή ：マノス・ハジダキス作曲、ギリシャ共和国） - 「日曜はダメよ」とも。

## ハ行
- 「ハーモニカ」（הרמוניקה ：アブラハム・ミンドリン作曲、イスラエル）
- 「ハイランド・フリング」（Highland Fling ：スコットランド地方）
- 「ハサポセルヴィコス」 （Χασαποσέρβικο ：ギリシャ共和国）
- 「ハツェガナ」（Hațegana ：ルーマニア）
- 「初恋によろしく」（米山正夫作曲）
- 「ハニナ」（Hanina ：アルメニア）
- 「ハバ・ナギラ」（הבה נגילה ：イスラエル）
- 「ババリアン・レントラー」（Bayerische Ländler ：ドイツ連邦共和国）
- 「バリハサピコス」（ ：ギリシャ共和国）
- 「ハリング」（Halling ：ノルウェー王国）
- 「バルタンツ」（Válltánc ：ハンガリー王国）
- 「バルネンスコ・ホロ」（Varnensko Horo ：ブルガリア共和国）
- 「ハロム・ウグローシュ」（Háromugrós ：ハンガリー王国）
- 「ハンボ」（Hambo ：スウェーデン王国）
- 「ビストリッツァ・コパニッツァ」（ ：ブルガリア共和国）
- 「ヒネ・マ・トフ」（הנה מה טוב ：Moshe Jacobson作曲、イスラエル） - en:Hine ma tov。
- 「ヒンキ・ディンキ・パーリー・ブー」（Mademoiselle from Armentières ：アメリカ合衆国）
- 「ファーマーズ・ジグ」（Farmer's Jig ：英国）
- 「ブランディスワルツァー」（ Brandiswaltzer：スイス）
- 「プレスカヴァッツ・コロー」（：セルビア共和国）
- 「フリオ・タンゴ」（Flio Tango ：アルゼンチン共和国）
- 「ブルピッツァ」（Vulpiuta ：ルーマニア）
- 「フレンドシップ・ミクサー」（Friendship Mixer ：アメリカ合衆国）
- 「プログレッシブ・バーン・ダンス」（Progressive Barn Dance ：英国）
- 「フロリチカ・オルテネスカ」（ Floricica Olteneasca：ルーマニア）
- 「ベスデモルス・ヴァルス」（Bedstemors Vals ：デンマーク王国）
- 「ペントザリー」（：ギリシア）
- 「ボ・イティ・エル・ハガリル」（בוא איתי לגליל ：Yair Rozenblum作曲、イスラエル）
- 「ホーキ・ポーキ」（Hokey Cokey、Hokey Pokey ：カナダ、英国）
- 「ポーリャンカ」（Полянка ：ウクライナ）
- 「ボサルール」（Vossarull ：ノルウェー王国）
- 「ホットタイムミクサー」（Hot Time Mixer ：アメリカ合衆国）
- 「ホパック」（Hopak, Gopak ：ウクライナ国）
- 「ホラ・アガダティ」（Hora Agadati：イスラエル）
- 「ホラ・マムテラ」（הורה ממטרה ：Moshe Wilenski作曲、イスラエル）
- 「ホラ・メドゥラ」（הורה מדורה ：Joel Walbe作曲、イスラエル）
- 「ボレロ・デ・カステリオン」（Bolero de Castellón ：スペイン）
- 「ホレホロンスキー・チャルダッシュ」（ Horehronsky Čardas：スロバキア共和国、ハンガリー王国）

## マ行
- 「マイム・マイム」（שאבתם מ׳ם ：イマヌエル・アミラン作曲、イスラエル）
- 「マジャール・チャルダッシュ」（ Magyar Csárdás：ハンガリー王国）
- 「マスカレイド」（ Masquerade：デンマーク王国）
- 「マ・ナブ」（מה נאוו ：Yosi Spivak作曲、イスラエル）
- 「マロセイキ・フォルガトゥーシュ」（ Marosszeki Forgatós：ハンガリー王国）
- 「ミザルー」（：ギリシア）
- 「ミラノボ・コロー」（Milanovo Kolo ：セルビア共和国）
- 「メイ・ハネハリム」（מי הנחלים ：ヘンリー・ブラッター作曲、イスラエル）
- 「メツィ・プッツ・ディ」（ Meitschi Putz Di：スイス）
- 「メヌエット」（Menuet ：フランス共和国 / Minuet ：アメリカ合衆国）

## ヤ行
- 「ヤ・アブドゥ」（：イスラエル）
- 「ヤブロチコ」（Яблочко ：ロシア連邦） -  「ロシア水兵の踊り」とも。
- 「ヨベ・マライ・モメ」（：ブルガリア共和国）

## ラ行
- 「ラ・クカラチャ」（La Cucaracha ：メキシコ合衆国）
- 「ラ・バンバ」（La bamba ：メキシコ合衆国）
- 「ラ・ファイラ・ダ・ストラダ」（La Faira Da Strada ：スイス連邦）
- 「ラ・レヌ・デ・ムートン」（La Laine des moutons ：カナダ）
- 「ラドミルスコ・ホロ」（ ：ブルガリア共和国）
- 「リトゥカ・テンポー」（Ritka tempó ：ハンガリー共和国）
- 「リトル・マン・イン・ナ・フィックス」（Bitte Mand i Knibe ：デンマーク王国）
- 「リリーチスキー・ハラヴォード」（Лирический хоровод ：ロシア連邦）
- 「ルード・コパノ」（ ：ブルガリア共和国）
- 「ルシ・コシ・イマム」（ ：ブルガリア共和国）
- 「ルーマニアンダンスメドレー」（ Romanian Medley: Doina/Hora/Sârba：ルーマニア）
- 「ル・コティヨン」（Le Cotillon ：カナダ）
- 「ルスカヤ・ホラ」（ ：ロシア連邦）
- 「ルチェニック」（ ：ブルガリア共和国）
- 「レズギンカ＝シェイフ・シャミール」（ ：ダゲスタン共和国、チェチェン共和国）
- 「レスギンカ＝シェシャミー」（ ：ロシア連邦）
- 「レスノト」（ ：北マケドニア王国）
- 「レック・レック・ラミットバー」（למדבר ：サシャ・アルゴフ作曲、イスラエル）
- 「ロココ・コロー」（ ：クロアチア共和国）
- 「ロシアン・ペザント・ダンス」（ ：ロシア連邦）